# Pervagor marginalis
Pervagor marginalis es una especie de peces de la familia Monacanthidae en el orden de los Tetraodontiformes.

## Morfología
Los machos pueden llegar alcanzar los 6,2 cm de longitud total.
- Número de  vértebras: 19.[1]

## Hábitat
Es un pez de mar de clima tropical y asociado a los  arrecifes de coral.

## Distribución geográfica
Se encuentran en las Islas Marquesas e Islas de la Línea.

## Observaciones
Es inofensivo para los humanos.